# Rinorea bicornuta
Rinorea bicornuta là một loài thực vật thuộc họ Violaceae. Đây là loài đặc hữu của Brasil.